# Galeria do Sequeira
A Galeria do Sequeira é uma gruta portuguesa localizada na freguesia do Porto Martins, concelho da Praia da Vitória, ilha Terceira, arquipélago dos Açores.
Esta cavidade apresenta uma geomorfologia de origem vulcânica em forma de tubo de lava, localizado em campo de lava. Apresenta um comprimento de 15 m. por uma altura máxima de 1 m. e por uma largura também máxima de 1 m.